# Sclerophaedon carniolicus
Sclerophaedon carniolicus is een keversoort uit de familie bladkevers (Chrysomelidae). De wetenschappelijke naam van de soort werd in 1824 gepubliceerd door Ernst Friedrich Germar.